# Seigo Shimokawa
Seigo Shimokawa (jap. 下川 誠吾, Shimokawa Seigo; * 17. November 1975 in der Präfektur Hyōgo) ist ein ehemaliger japanischer Fußballspieler.

## Karriere
Shimokawa erlernte das Fußballspielen in der Schulmannschaft der Hokuyo High School und der Universitätsmannschaft der Momoyama-Gakuin-Universität. Seinen ersten Vertrag unterschrieb er 1996 bei Cerezo Osaka. Der Verein spielte in der höchsten Liga des Landes, der J1 League. 2001 erreichte er das Finale des Kaiserpokals. Am Ende der Saison 2001 stieg der Verein in die J2 League ab. 2002 wurde er mit dem Verein Vizemeister der J2 League und stieg in die J1 League auf. 2003 erreichte er das Finale des Kaiserpokals. Für den Verein absolvierte er 171 Spiele. 2004 wechselte er zum Zweitligisten Kawasaki Frontale. 2004 wurde er mit dem Verein Meister der J2 League und stieg in die J1 League auf. Für den Verein absolvierte er sechs Spiele. 2006 wechselte er zum Ligakonkurrenten Ōita Trinita. 2008 gewann er mit dem Verein den J.League Cup. Am Ende der Saison 2009 stieg der Verein in die J2 League ab. Für den Verein absolvierte er 65 Spiele. Ende 2010 beendete er seine Karriere als Fußballspieler.

## Erfolge
Cerezo Osaka
- Kaiserpokal

Finalist: 2001, 2003
Oita Trinita
- J.League Cup

Sieger: 2008